# Szamasz-abua (gubernator Nasibiny)
Szamasz-abua (akad. Šamaš-abūa, zapisywane mdutu.ad-u-a, tłum. „Szamasz jest mym ojcem”) – wysoki dostojnik, gubernator Nasibiny w czasach panowania asyryjskiego króla Salmanasara III (858-824 p.n.e.); z asyryjskich list i kronik eponimów wiadomo, iż w 852 i 840 r. p.n.e. sprawował urząd limmu (eponima).